# Episodi di Sorelle e delitti (prima stagione)
La prima stagione della serie televisiva tedesca Sorelle e delitti, composta da 4 episodi, è stata trasmessa in prima visione assoluta su ZDF dal 2 al 30 settembre 2022.
In Italia la stagione è stata trasmessa in prima visione assoluta su Rai 2 dal 25 agosto 2024 al 30 luglio 2025.
| nº | Titolo originale | Titolo italiano    | Prima TV Germania | Prima TV Italia |
| -- | ---------------- | ------------------ | ----------------- | --------------- |
| 1  | Schwarzer Fisch  | Pesce nero         | 2 settembre 2022  | 25 agosto 2024  |
| 2  | Totalschaden     | Il melo giapponese | 9 settembre 2022  | 25 agosto 2024  |
| 3  | Phantomschmerz   | Dolore fantasma    | 16 settembre 2022 | 29 luglio 2025  |
| 4  | Der dünne Piet   | Piet lo smilzo     | 30 settembre 2022 | 30 luglio 2025  |